# Albrecht I. von Borna
Albrecht I. von Borna († 1265) war 1265 Bischof von Merseburg.
Albrecht I. wurde 1265 vom Domkapitel gewählt und behauptete sich damit gegen den Gegenkandidaten Friedrich  von Torgau. Albrecht I. starb aber noch im selben Jahr. Das Domkapitel trat daher erneut zusammen und wählte nun Friedrich I.